# Saal an der Saale

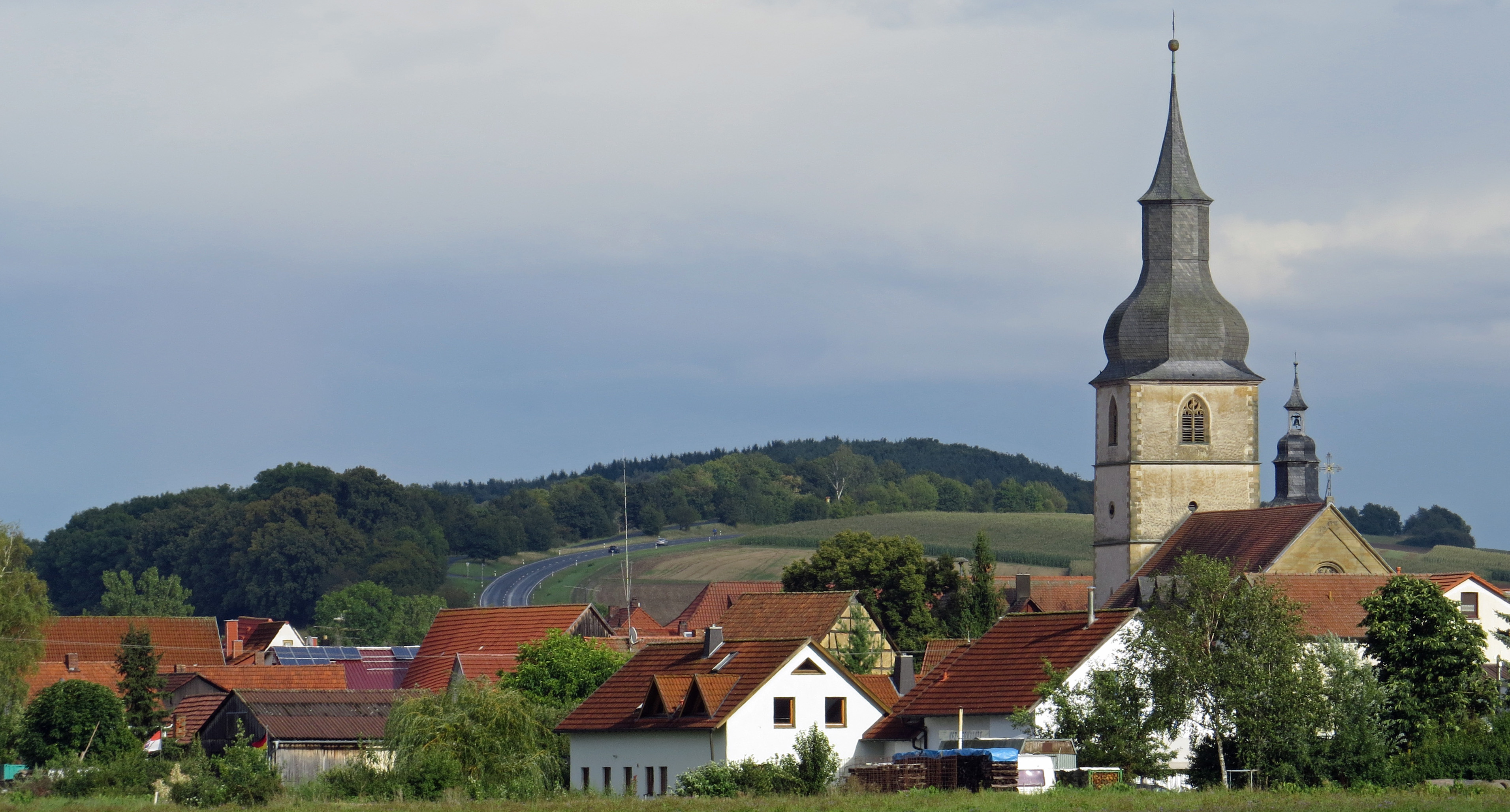
Saal an der Saale von Westen

Saal an der Saale (amtlich: Saal a.d.Saale) ist ein Markt im unterfränkischen Landkreis Rhön-Grabfeld.

## Geografie
Der Markt liegt im Grabfeld am Zusammenfluss der Milz und der Fränkischen Saale.

### Gemeindegliederung
Die Gemeinde gliedert sich in die beiden Gemarkungen Saal a.d.Saale und Waltershausen, die im Wesentlichen den ehemaligen Gemeinden entsprechen.
Es gibt insgesamt sechs Gemeindeteile (in Klammern ist der Siedlungstyp angegeben), die sich folgendermaßen auf die Gemarkungen verteilen:
| Gemarkung Saal an der Saale | Gemarkung Waltershausen     |
| --- | --------------------------- |
| - Buchmühle (Einöde) - Obere Mühle (Einöde) * - Papiermühle (Einöde) - Saal an der Saale (Hauptort) - Steinmühle (Einöde) - Weidachsmühle (Einöde) | - Waltershausen (Pfarrdorf) |

## Geschichte

### Bis zur Gemeindegründung
Das Hochstift Würzburg übte von 1368 bis 1803 die Landesherrschaft in Saal aus. Ab 1500 lag es im Fränkischen Reichskreis. Der Ort gehörte zum Großherzogtum Würzburg des Erzherzog Ferdinand von Toskana, bevor es mit den Verträgen von Paris 1814 zu Bayern gelangte. Im Zuge der Verwaltungsreformen entstand mit dem Gemeindeedikt von 1818 die heutige Gemeinde.

### Schloss Waltershausen
Gut und Schloss Waltershausen, vormals im Besitz der Familie von Kalb, gingen zu Beginn des 19. Jahrhunderts in das Eigentum des Göttinger Gelehrten und Wirtschaftshistorikers Georg Friedrich Sartorius über, der aufgrund des Erwerbs als Freiherr von Walterhausen in den erblichen bayerischen Adelsstand erhoben wurde. Das Gut mit dem Schloss blieb im Wesentlichen bis ins 20. Jahrhundert im Eigentum der Familie Sartorius von Waltershausen. Im Jahr 1944 wurde das Schloss von der Deutschen Reichspost als Erholungsheim für Postbedienstete übernommen. Seit 1986 ist es in Privatbesitz.

### Eingemeindungen
Im Zuge der Gebietsreform in Bayern wurde am 1. Mai 1978 wurde die Gemeinde Waltershausen eingegliedert.

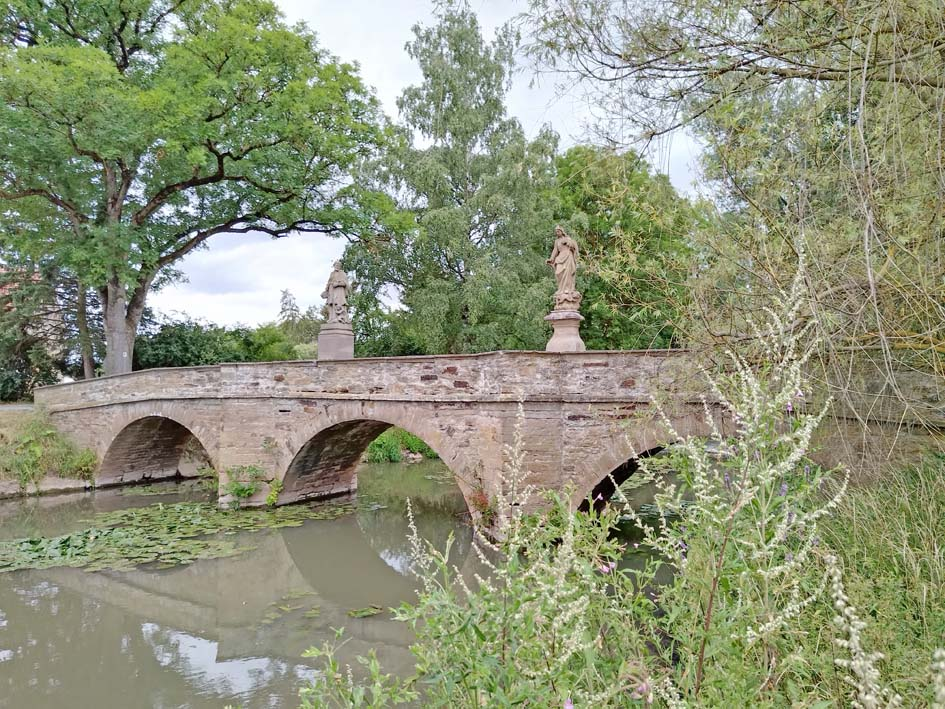
Steinbrücke über die Saale am Findelbergweg

### Einwohnerentwicklung
- 1961: 1785 Einwohner[4]
- 1970: 1789 Einwohner[4]
- 1987: 1588 Einwohner
- 1991: 1587 Einwohner
- 1995: 1570 Einwohner
- 2000: 1571 Einwohner
- 2005: 1585 Einwohner
- 2010: 1514 Einwohner
- 2011: 1513 Einwohner
- 2012: 1518 Einwohner
- 2013: 1488 Einwohner
- 2014: 1501 Einwohner
- 2015: 1475 Einwohner

Im Zeitraum 1988 bis 2018 sank die Einwohnerzahl von 1585 auf 1472 um 113 Einwohner bzw. um 7,1 %. 1990 hatte die Gemeinde 1605 Einwohner.
Quelle: BayLfStat

## Politik

### Bürgermeister
1. Bürgermeisterin ist Cornelia Dahinten (CSU/BG Saal/Waltershausen). Diese wurde im Jahr 2020 Nachfolger von Norbert Bauer (Neue Liste Markt Saal) und damit erste Frau in diesem Amt.

### Marktgemeinderat
Der Marktgemeinderat hat in der Wahlperiode ab 2020 (ohne Bürgermeister) 12 Mitglieder:
- Neue Liste Markt Saal: 6 Sitze
- CSU BG Saal/Waltershausen: 2 Sitze
- Unabhängige Wählergemeinschaft Waltershausen: 4 Sitze

### Wappen
| | Blasonierung: „Geteilt von Rot und Gold; oben ein silberner Lilienstengel mit zwei Blüten, überdeckt von einem gestürzten goldenen Krückenkreuz, das in Mauerankern endet; unten ein schwarzes Tischkreuz.“ |
| Wappenbegründung: Der Lilienstengel im oberen Teil des Wappens symbolisiert die Wallfahrtskirche Mariae Heimsuchung auf dem Findelberg mit ihrer Wallfahrt sowie die Pfarrkirche Mariae Himmelfahrt. Das Krückenkreuz ist das Wappensymbol der um 1300 ausgestorbenen Grafen von Wildberg, die für das Gemeindegebiet im Hochmittelalter von großer Bedeutung waren. Im Ortsteil Waltershausen waren die Marschalke von Ostheim von 1456 bis 1782 ansässig. Das Tischkreuz stammt aus ihrem Wappen. Die Farben Schwarz und Gold (unten) sowie die Farben Silber und Rot (oben) erinnern an weitere für den Markt Saal a.d.Saale bedeutsame Territorialherren, an die Grafen von Henneberg und das Hochstift Würzburg. | |

### Kommunale Allianz
Der Markt ist Mitglied in der Kommunalen Allianz Fränkischer Grabfeldgau.

## Kultur und Tourismus

### Bauwerke

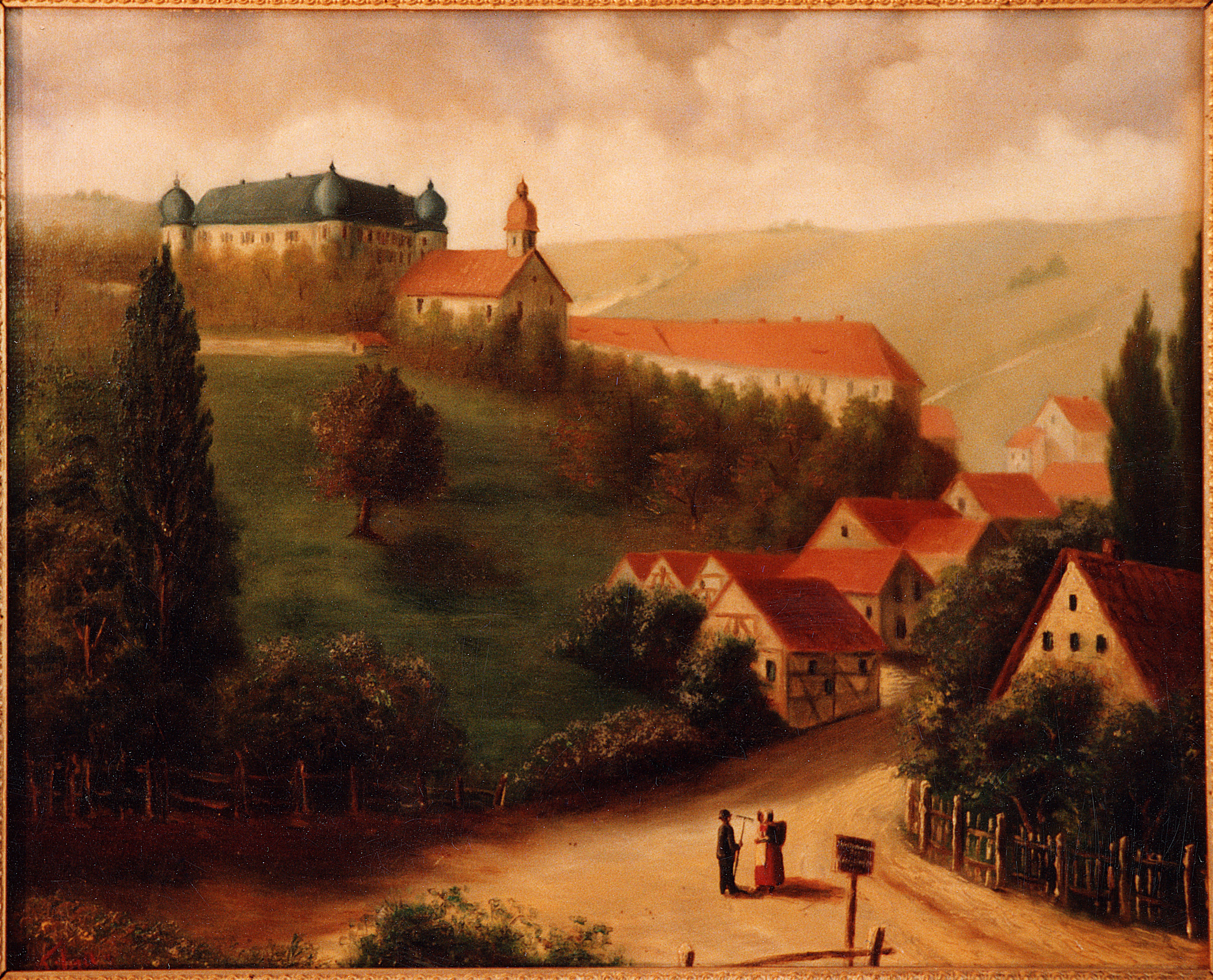
Waltershausen: Blick auf Kirche und Schloss

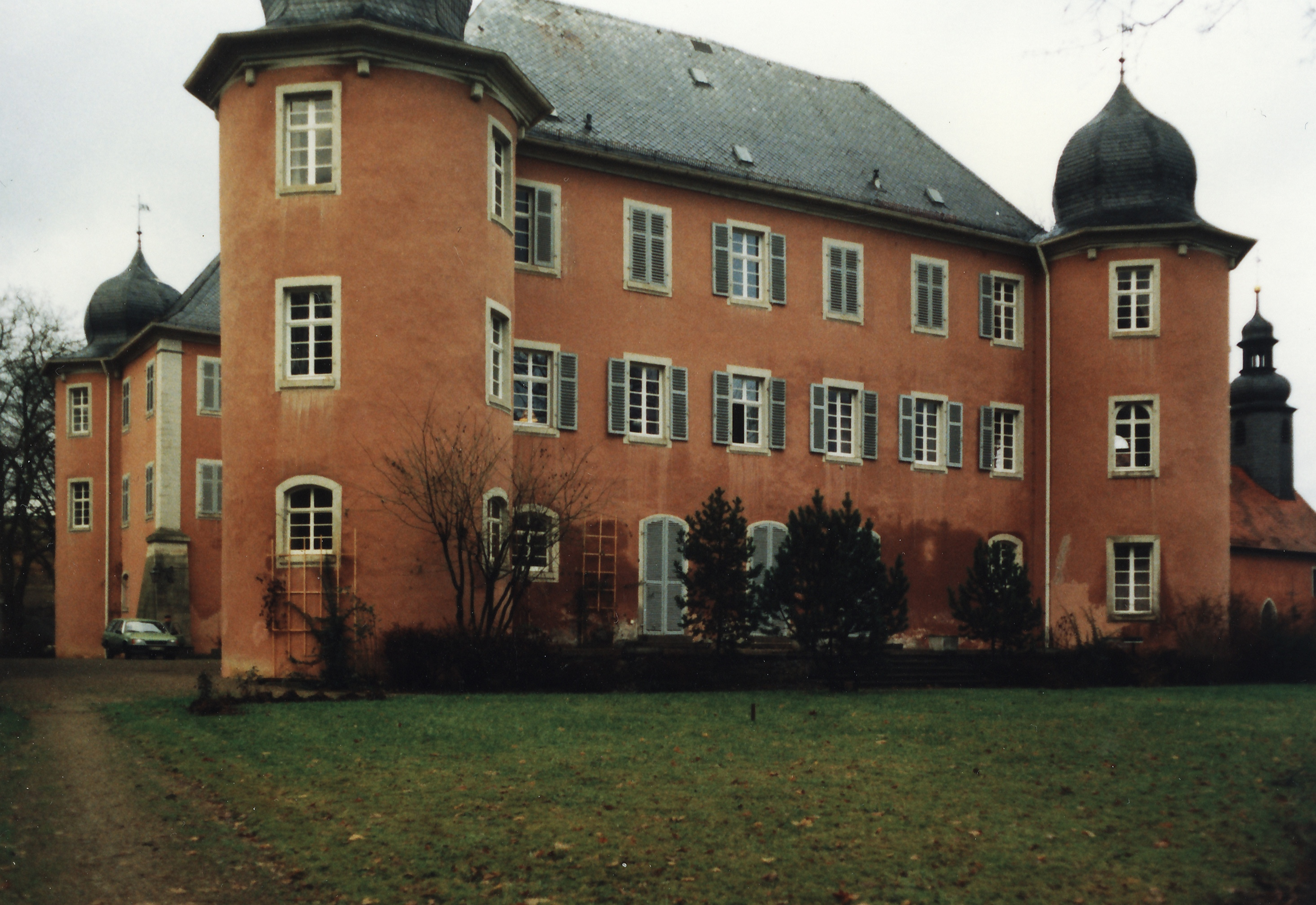
Schloss Waltershausen um 1984

- Findelbergkirche

Gut 300 Meter nördlich des Ortes Saal steht die Wallfahrtskirche Maria Heimsuchung am Osthang des Findelbergs, zu erreichen über eine Fußgängerbrücke über die Fränkische Saale. Sie entstand 1781/86 nach Plänen des Maurermeisters Hans Michael Schauer von Wermerichshausen, der Turm wurde im Jahre 1499 errichtet. Das Deckengemälde der Himmelfahrt Mariens schuf 1795 der Künstler Johann Peter Herrlein, der 1799 in Saal starb und auf dem Findelbergfriedhof bestattet wurde. 1965 wurde die Kirche restauriert.
- Kirche St. Georg

In Waltershausen steht die Kirche St. Georg. Diese wurde von 1484 bis 1485 vor dem Schloss anstelle einer früheren Kirche erbaut. Im Jahre 1523 wurde Waltershausen evangelisch und es hat seit 1600 eine protestantische Pfarrei. Die Kirche ist Begräbnisstätte der Marschalk von Ostheim. Moritz Marschalk von Ostheim wurde 1523 dort bestattet. Eine Ausnahme bildete Pfarrer Johann Adam Schönwetter, der 1668 ebenfalls in der Kirche seine letzte Ruhestätte fand. Letztmals wurde die Kirche von 1969 bis 1974 restauriert.
- Schloss Waltershausen

Von 1619 bis 1627 ließ Georg Philipp Marschalk von Ostheim auf den Fundamenten einer alten Wehrburg die jetzige Schlossanlage vorerst einstöckig errichten. Etwa hundert Jahre später erfuhr das Schloss unter dem Einfluss von Balthasar Neumann weitere Veränderungen, der in den gesamten Mittelbau im zweiten Stockwerk einen Rokokosaal integrierte. Balthasar Neumann gab diesem Saal eine genial konstruierte, in den Dachstuhl hinein gewölbte Decke mit reichen Stuckarbeiten die in vielen kunstgeschichtlichen Werken abgebildet sind. Die Strukturierung gehört zu den feinsten Schöpfungen des fränkischen Rokoko und gibt dem Saal einen festlichen Charakter.

### Radwander- und Wanderwege
Durch die Gemeindeteile führen die überregionalen Radwander- und Wanderwege Fränkische Saale und Fränkischer Marienweg.

### Sonstiges
Für öffentliche und private Veranstaltungen befindet sich in Saal eine Mehrzweckhalle und in Waltershausen ein Gästehaus. In beiden Gemeindeteilen stehen Dorfbüchereien zur Verfügung.

## Verkehr
Etwa 1,5 km südöstlich des Zentrums befindet sich das Segelfluggelände Am Kreuzberg.

## Persönlichkeiten

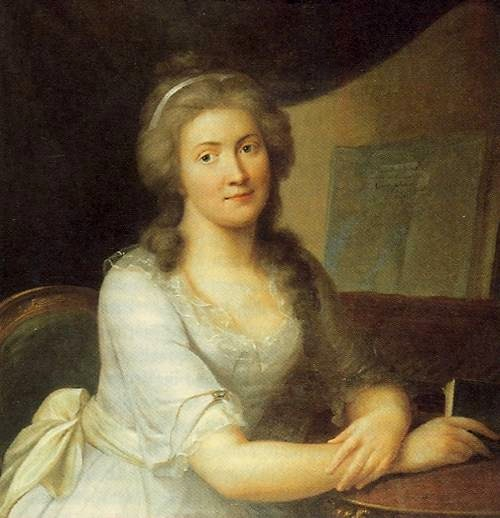
Charlotte von Kalb

- Johann Jacob Bindrim (1696–um 1775), deutscher Bildhauer, sogenannter Bildstockmeister, Bindrim schuf sein Hauptwerk in Saal
- Johann Peter Herrlein (1722–1799), deutscher Maler
- Charlotte von Kalb (1761–1843), deutsche Schriftstellerin
- Friedrich Hölderlin (1770–1843), deutscher Lyriker, lebte 14 Monate (Dezember 1793–Januar 1795) im Schloss Waltershausen als Erzieher
- Johann Aquilin Glückstein (1791–1874), deutscher Architekt, Amateurphotograph und Künstler, wurde in Saal an der Saale geboren
- Eugen Dieterich (1840–1904), deutscher Chemiker und Pionier der deutschen pharmazeutischen Industrie sowie königlich-sächsischer Geheimer Hofrat
- Waldemar Werther (1887–1932), Mordopfer im Schloß Waltershausen 1932